# Bob Hampton of Placer
Bob Hampton of Placer è un film muto del 1921 diretto da Marshall Neilan assistito alla regia di Howard Hawks. La sceneggiatura di Marion Fairfax si basa sull'omonimo romanzo di Randall Parrish pubblicato a Chicago nel 1910 che ricorda la battaglia del Little Bighorn. Prodotto dallo stesso regista per la sua casa di produzione, il film aveva come interpreti principali James Kirkwood, Wesley Barry, Marjorie Daw, Noah Beery.

## Trama

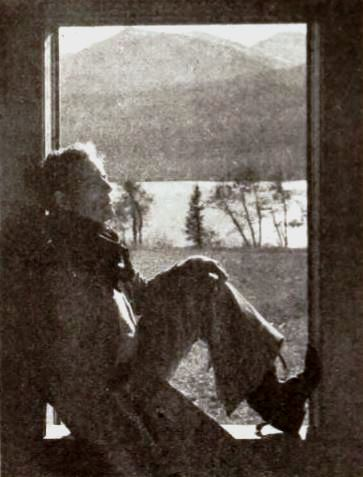
James Kirkwood

Nel West del 1876, l'ex capitano dell'esercito americano Bob Hampton, ingiustamente accusato e condannato all'ergastolo per l'omicidio del maggiore Brant, si guadagna una fama come giocatore d'azzardo e pistolero. Unendosi a un gruppo di coloni, salva la vita a una ragazza conosciuta come "the Kid" da un assedio degli indiani. Il tenente Brant, figlio del maggiore morto, si innamora di lei che Hampton scoprirà, in seguito, essere la figlia perduta. In caccia del vero assassino, Hampton lo costringerà a confessarsi colpevole del delitto, facendosi scagionare. Quindi continua il suo viaggio e si unisce al Settimo del generale George A. Custer. Insieme a lui, il giovane Dick, suo amico e compagno. Affronteranno insieme la morte, l'uno nelle braccia dell'altro nella battaglia di Little Bighorn. La figlia di Hampton scoprirà che il nome del padre è stato riabilitato e sposa il tenente Brant.

## Produzione
Il film, prodotto dalla Marshall Neilan Productions, fu girato in Arizona, Montana e a Hollywood. È conosciuto anche con il titolo Custer’s Last Stand.

## Distribuzione
Il copyright del film, richiesto dalla Marshall Neilan Productions, fu registrato il 4 maggio 1921 con il numero LP16469.
Distribuito dalla Associated First National Pictures, il film uscì nelle sale statunitensi il 1º maggio 1921. In Danimarca, fu distribuito il 6 giugno 1922 con il titolo General Custers sidste Kamp; in Svezia, uscì il 1º maggio 1924 come För äran, vännen och flickan; in Finlandia, uscì il 3 novembre 1924.
Il Motion Picture News del 23 luglio 1921 riportava che il film sarebbe stato proiettato in occasione della ricorrenza della battaglia del Little Bighorn a Hardin. Poiché il quarantacinquesimo anniversario del massacro del 25 giugno 1876 era già passato, non è chiaro se la notizia era vecchia o se ci si riferiva alla commemorazione del 1922, che doveva svolgersi undici mesi dopo. Dovevano partecipare familiari dei caduti e membri di diverse tribù indiane, con una rievocazione della battaglia usando cavalleggeri e indiani in costume. A chiusura dei festeggiamenti, in serata si sarebbe presentato il film in una sala all'aperto.
Non si conoscono copie ancora esistenti della pellicola che viene considerata presumibilmente perduta.